# Повышение продаж
Повышение продаж (от англ. upsale, upselling) — в торговле общее наименование для применяемых продавцами техник, обеспечивающих повышение стоимости сделки или дополнительные продажи.
Варианты повышения продаж — продажа большего количества продуктов (например, при проведении акций «при покупке двух товаров — третий бесплатно»), увеличение объёма или срока предоставления услуги, продажа дополнительных опций, упаковки большего объёма. Также техника применяется для стимулирования приобретения сопутствующих или дополнительных товаров (аксессуаров) или услуг, которые клиент изначально приобретать вовсе не собирался. Ещё одним вариантом является предложение покупателю, присматривающемуся к определённому продукту или намеревающемуся приобрести определённый набор услуг, более дорогого аналога или версии, или более дорогих услуг. Как правило, 10—40 % клиентов реагируют на предложение и действительно покупают вариант дороже.
Основная цель — увеличить сумму покупки, увеличить оборот. Отмечается как одна из наиболее простых и в то же время эффективных техник увеличения продаж.